# Phaegorista leucomelas
Phaegorista leucomelas là một loài bướm đêm trong họ Erebidae.